# Карданов, Ермак Казбекович
Ермак Казбекович Карданов (16 октября 1997) — российский и словацкий борец вольного стиля, призёр чемпионата Европы.

## Карьера
Воспитанник осетинской школы борьбы. В октябре 2017 года стал третьим призёром на турнире на призы Сослана Андиева. 29 декабря 2021 года ему было присвоено звание мастер спорта России. В феврале 2022 года стал чемпионом Москвы. С 2023 года выступает за Словакию. 19 апреля 2023 года в Загребе на чемпионате Европы в схватке за 3 место одолел израильтянина Мэтью Файнсилвера, став бронзовым призёром.

## Спортивные результаты
- Чемпионат Европы по борьбе 2023 — ;